# Chiffrement à la volée
Le chiffrement à la volée (en anglais : On-the-fly encryption, OTFE) est une technique employée par les logiciels de chiffrement de disque (disk encryption software) qui consiste à rattacher un volume chiffré à l'arborescence du système de fichiers comme s'il était un périphérique amovible. Cela rend son contenu accessible de la même manière que le contenu des volumes non chiffrés.